# Marko Semren
Marko Semren O.F.M. (Bila kod Livna, Bosna i Hercegovina, 9. travnja 1954.) prelat je Katoličke Crkve, pomoćni biskup banjolučki i naslovni biskup abaradirski u miru.

## Djetinjstvo i školovanje
Rođen je 9. travnja 1954. u Biloj kraj Livna, u istoimenoj župi, u Banjolučkoj biskupiji, u obitelji Joze Semrena i Mare rođene Barać.
Osnovnu je školu pohađao u rodnome mjestu te u Guberu i Livnu. Srednju pak školu pohađa na Franjevačkoj klasičnoj gimnaziji u Visokom, gdje i maturira 1973.
Filozofsko-teološko znanje stječe na Franjevačkoj teologiji u Sarajevu od 1975. do 1981. Kasnije je bogoslovski studij nastavio na Papinskome Sveučilištu Antonianumu u Rimu, gdje je 19. travnja 1985. magistrirao i 5. studenoga 1986. doktorirao iz područja franjevačke duhovnosti.
Kao kandidat Franjevačke provincije Bosne Srebrene 15. srpnja 1973. ulazi u novicijat na Humcu kraj Ljubuškoga (Hercegovina) i završava ga 10. srpnja 1974. kada ujedno i polaže prve redovničke zavjete. Svečane pak redovničke zavjete polaže 13. travnja 1980. u Dubici, u Bosanskoj Posavini.
Za đakona Franjevačke provincije Bosne Srebrene zaređen je 14. prosinca 1980., a za prezbitera 29. lipnja 1981. Oba su ređenja – i đakonsko i prebitersko – bila u Sarajevo, a reditelj je bio vrhbosanski nadbiskup metropolit msgr. Marko Jozinović.
U svojoj je redovničkoj zajednici vršio razne službe, a među njima i službu profesora na Franjevačkoj teologiji u Neđarićima u Sarajevu te odgojitelja novakâ i mladih redovnikâ. Bio je i član Vijeća za ustanove posvećenoga i družbe apostolskoga života Biskupske konferencije Bosne i Hercegovine. 
Papa Benedikt XVI. izabrao ga je i imenovao 15. srpnja 2010. pomoćnim biskupom banjolučkim, dodijelivši mu abaradirsko (Abaradira iz rimskoga doba na sjeveru Afrike) naslovno biskupsko sjedište.
Postao je tako pedeseti biskup kojega je Franjevačke provincije Bosne Srebrene dala Katoličkoj Crkvi u svojoj osmostoljetnoj povijesti. Biskupsko imenovanje zateklo ga je na službi gvardijana franjevačkoga samostana u Livnu (imenovan 2009.). U istome je gradu bio od 2001. do 2003. također župnik i dekan.
Za biskupa je zaređen u subotu 18. rujna 2010. u banjolučkoj stolnici ili katedrali svetoga Bonaventure. Glavni zareditelj je bio
banjolučki biskup msgr. Franjo Komarica, predsjednik Biskupke konferencije BiH, a suzareditelji su bili vrhbosanski nadbiskup metropolit kardinal Vinko Puljić, hiccarski nadbiskup naslovnik msgr. Alessandro D’Errico, apostolski nuncij u Bosni i Hercegovini, zajedno s ostalih 12 biskupa, među kojima su bili đakovačko-osječki nadbiskup metropolit i predsjednik Hrvatske biskupske konferencije msgr. Marin Srakić, splitsko-makarski nadbiskup metropolit msgr. Marin Barišić, mostarsko-duvanjski biskup i istodobno stalni apostolski upravitelj Trebinjsko-mrkanske biskupije msgr. Ratko Perić, i seljski biskup naslovnik i vrhbosanski pomoćni biskup msgr. Pero Sudar.
Bilo je to prvo biskupsko ređenje u Banjoj Luki i uopće na području Banjolučke biskupije što povijest bilježi, navlastito odkako je tamošnje biskupsko sjedište osnovano 5. srpnja 1881. apostolskom uredbom, pučki zvanom bula, Ex hac augusta, pape Lava XIII.

## Djela
Objavio je nekoliko knjiga, znanstvenoga i pučkoga sadržaja s vjerskim pitanjima:
- Il francescanesimo vissuto nelle regioni croate di Bosnia ed Erzegovina fino al 1517, (Pars dissertationis), Roma [Rim] 1987.
- Život i umiranje pod križem. Svjedočenje kršćanske i franjevačke duhovnosti bosanskih franjevaca, Sarajevo 2000.
- Franjevaštvo u spisima Franje Asiškoga, Zagreb 2003.
- Franjevaštvo u spisima Klare Asiške, Sarajevo – Zagreb 2006.
- Život i smrt iz vjere. Svjedočenje franjevaca Bosne Srebrene, Sarajevo – Zagreb, 2009.